# Shirin Akter
Shirin Akter (* 12. Oktober 1994 in Satkhira) ist eine Sprinterin aus Bangladesch.

## Sportliche Laufbahn
Erste internationale Erfahrungen sammelte Shirin Akter 2013 bei den Asienmeisterschaften in Pune, bei denen sie im 100-Meter-Lauf mit 12,73 s im Vorlauf ausschied. Im Jahr darauf nahm sie erstmals an den Commonwealth Games in Glasgow teil, schied aber auch dort mit 12,87 s und 26,41 s über 100 und 200 Meter in der ersten Runde aus, wie auch bei den Asienmeisterschaften 2015 in Wuhan, bei denen sie 12,99 s und 26,78 s lief. 2016 belegte sie bei den Südasienspielen in Guwahati in 12,43 s Rang sechs über 100 Meter und gewann mit der bangladeschischen 4-mal-100-Meter-Staffel in 47,44 s die Bronzemedaille hinter den Teams aus Sri Lanka und Indien. Dank einer Wildcard durfte sie anschließend über 100 Meter an den Olympischen Spielen in Rio de Janeiro teilnehmen, bei denen sie aber mit 12,99 s in der Vorqualifikationsrunde ausschied. 2018 nahm sie erneut an den Commonwealth Games im australischen Gold Coast teil und schied dort über 100 Meter mit 12,72 s in der ersten Runde aus, sowie im 200-Meter-Lauf mit 26,17 s. 2019 schied sie bei den Asienmeisterschaften in Doha mit 12,72 s über 100 Meter im Vorlauf aus und auch bei der Sommer-Universiade in Neapel schied sie über 100 und 200 Meter mit 12,45 s und 25,45 s in der Vorrunde aus. Anfang Dezember belegte sie bei den Südasienspielen in Kathmandu in 12,32 s den fünften Platz über 100 Meter und wurde über 200 Meter in 25,59 s Siebte. Zudem gelangte sie mit der Staffel in 47,20 s auf den vierten Platz. 2023 verpasste sie bei den Hallenasienmeisterschaften in Astana mit 7,93 s den Finaleinzug im 60-Meter-Lauf, wie auch bei den Hallenasienmeisterschaften im Jahr darauf in Teheran mit 7,86 s. 2025 schied sie bei den Asienmeisterschaften in Gumi mit 12,31 s in der Vorrunde über 100 Meter aus.
In den Jahren 2015 und von 2019 bis 2022 wurde Akter bangladeschische Meisterin im 100-Meter-Lauf sowie 2015, 2020 und 2021 auch über 200 Meter. Zudem siegte sie 2021 auch in der 4-mal-100- und 4-mal-400-Meter-Staffel.

## Persönliche Bestzeiten
- 100 Meter: 11,95 s (+1,0 m/s), 23. September 2022 in Dhaka (bangladeschischer Rekord)
  - 60 Meter (Halle): 7,86 s, 18. Februar 2024 in Teheran
- 200 Meter: 24,2 s, 4. April 2021 in Dhaka